# Puyravault (Vendée)
Puyravault település Franciaországban, Vendée megyében. Lakosainak száma 646 fő (2022. január 1.). Puyravault Charron, Champagné-les-Marais, Moreilles és Sainte-Radégonde-des-Noyers községekkel határos.

## Népesség
A település népességének változása:
| Lakosok száma | 686  | 682  | 678  | 663  | 663  | 657  | 653  | 649  | 646  |
|               | 2013 | 2015 | 2016 | 2017 | 2018 | 2019 | 2020 | 2021 | 2022 |